# Linia kolejowa nr 526
Linia kolejowa nr 526 – pierwszorzędna, zelektryfikowana, jednotorowa linia kolejowa znaczenia państwowego łącząca posterunek odgałęźny Czachówek Zachodni z rozjazdem nr 3 na stacji Czachówek Południowy.